# Jean Ducaud
Pour les articles homonymes, voir Ducaud.
Jean Ducaud, né le 5 octobre 1908 à Saint-Denis (La Réunion) et mort le 30 janvier 2003 à Tuléar (Madagascar), est un homme politique franco-malgache.

## Biographie
On sait assez peu de choses sur Jean Ducaud, si ce n'est son état civil.
Il est chef de district à Tuléar en mars 1947, lors du déclenchement de l'insurrection malgache à Moramanga.
Il est sénateur de la Communauté, délégué par l'Assemblée nationale malgache, de 1959 à 1961.